# 克隆柏格61
克隆柏格61（Kronberger 61），或稱為足球星雲（Soccer ball nebula），是由業餘天文學家從雙子星天文台的影像中發現於2011年1月的行星狀星雲。

## 發現
該星雲是以奧地利業餘天文學家馬蒂亞斯·克隆柏格（Mattias Kronberger）命名，他是業餘天文學家參與的深空獵人（Deep Sky Hunters）計畫成員。該星雲距離地球約13000光年，是在巡天中於天鵝座發現。這項發現可望幫助解決行星狀星雲的形成與結構理論中，星雲前身星的伴星是否為關鍵角色的長達十年爭論。該星雲是位於一個最近被NASA的克卜勒太空望遠鏡觀測過的相對較小巡天區域，並且它的光線來源主要是因為二次電離的氧離子。